# Патрик Оуржедник
Патрик Оуржедник (на чешки: Patrik Ouředník) е чешки и френски писател.

## Биография
Роден е в Прага през 1957 година.
Прекарва младежките си години в Чехословакия по време на Т. нар. “Нормализация” през 70-те години на ХХ век, която смазва надеждите на Пражката пролет. Подписва Петицията за освобождаване на политическите затворници , публикува забранени текстове в „самиздат“, изключен е от университета заради „идеологическа несъвместимост“. През 1984 г. емигрира във Франция.
В творчеството си – нестандартни речници, есета, романи, поезия, имитации – Патрик Оуржедник се вглежда в клишетата, предразсъдъците и стереотипите, които навлизат в езика и изразяват според него „истината за една епоха“: „Опитвам се да приложа следния принцип – тръгвам от предположението, че синонимът на истината за една епоха е езикът на тази епоха; образно казано, улавям някои езикови тикове, стереотипни изрази и клишета, и ги карам да се проявят и да се сблъскат помежду си, сякаш са живи персонажи от традиционен разказ.“ 
Патрик Оуржедник е автор на романи и новели с международен успех, сред които известния „Europeana. Кратка истoрия на XX век“, преведен на 29 езика (2015 ).
Превежда от френски на чешки творби на Франсоа Рабле, Алфред Жари, Самюъл Бекет, Реймон Кьоно, Анри Мишо, Борис Виан, Клод Симон и др., а от чешки на френски - творби на Бохумил Храбал, Ян Скацел, Мирослав Холуб и др.

### Романи и разкази
- Rok čtyřiadvacet (Година двадесет и четвърта), Прага, 1995; 2002.
- O princi Čekankovi, jak putoval... (Невероятните приключения на Граф Цикория), Прага, 1995; 2008.
- Europeana. Stručné dějiny dvacáteho věku, Прага, 2001; 2006; 2012.
Europeana. Кратка истoрия на XX век. Факел експрес, 2003.[4] ISBN 954-9772-23-3
- Příhodná chvíle, 1855, Прага, 2006.
Благоприятен миг, 1855. Превод от чешки Йорданка Трифонова. Факел експрес, 2006, 160 с. [5] ISBN 954-9772-40-3
- Ad akta, Прага, 2006.
Aд aкta. Превод от чешки Йорданка Трифонова. Прозорец, 2009, 142 с. ISBN 9547336407
- Histoire de France. À notre chère disparue (История на Франция. На нашия скъп покойник), Париж, 2012.
- La fin du monde n'aurait pas eu lieu, Париж, 2017.

### Поезия
- Anebo (Или пък), Прага, 1992.
- Neřkuli (Oще повече), Прага, 1996.
- Dům bosého (Къщата на босите), Прага, 2004.

### Есета
- Hledání ztraceného jazyka (В търсене на изгубения език), Прага, 1997.
- Utopus to byl, kdo učinil mě ostrovem (Самият Utopus ме превърна в остров), Прага, 2010.
- Svobodný prostor jazyka, (Свободното пространство на езика), Прага, 2012.
- Antialkorán aneb Nejasný svět T. H., Прага, 2017.

### Лексикография
- Šmírbuch jazyka českého. Slovník nekonvenční češtiny (Тълковен речник на нестандартния чешки език), Париж, 1988; Прага, 1992; 2006.
- Aniž jest co nového pod sluncem. Slova, rčení a úsloví biblického původu (Без да има нищо ново под слънцето. Изрази и словосъчетания от библейски произход), Прага, 1994; 2011.
- Klíč je ve výčepu (Да поискаш ключа от бара), Прага, 2000.